# Primafila Stream
Primafila Stream è stata la pay-per-view di Stream TV, piattaforma televisiva a pagamento edita da Stream S.p.A. e destinata al mercato italiano.

## Struttura e contenuti
Primafila Stream offriva film, eventi sportivi e pellicole per adulti su 16 canali televisivi. Il primo trasmetteva nel formato panoramico 16:9 mentre i restanti 15 in formato 4:3.

## Programmi
I film su Primafila erano trasmessi 24 ore su 24 sui primi 5 canali. Gli altri canali (da Primafila 6 a Primafila 16), a partire dalle 23:00 fino alle 06:00 del mattino successivo, trasmettevano invece la programmazione per adulti.

## Storia
Primafila è nata nel 1998 e ha cessato di esistere il 31 luglio 2003 con la chiusura di Stream TV in seguito alla fusione tra Stream S.p.A. e Telepiù S.p.A. in Sky Italia S.r.l. e alla nascita della piattaforma satellitare Sky.